# Neomordellistena tristrigosa
Neomordellistena tristrigosa es una especie de coleóptero de la familia Mordellidae.

## Distribución geográfica
Habita en la  República Democrática del Congo.